# Compra do Alasca

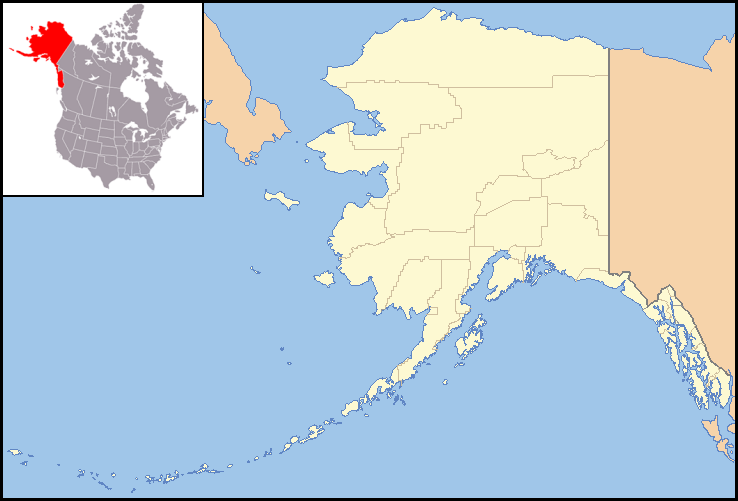
O Alasca. À esquerda, em vermelho, sua localização na América do Norte.

Em 1867, os Estados Unidos compraram o território do Alasca, que antes era do Império Russo. A operação foi conduzida pelo Secretário de Estado norte-americano William H. Seward. 
À época, a transação foi considerada absurda e era referida como "a loucura de Seward". O território comprado, com área aproximada de 1 600 000 km² (600 000 milhas quadradas), constitui o atual estado americano do Alasca.

## Situação antes da compra
O Império Russo estava em dificuldades financeiras e em vias de perder o território do Alasca sem compensação em algum futuro conflito, sobretudo para o rival da época, o Império Britânico, que detinha o vizinho Canadá e cuja possante Royal Navy poderia facilmente tomar o controle das costas, de defesa difícil para a Rússia. O Czar Alexandre II decidiu então vender o território aos Estados Unidos e encarregou o seu embaixador, o barão Edouard de Stoeckl, de abrir negociações com o Secretário de Estado William H. Seward, de quem era amigo, no início de março de 1867.
As negociações concluíram-se após discussões que duraram uma noite inteira e a assinatura do tratado foi feita às 4 horas da manhã de 30 de março com um preço de compra de 7 200 000 dólares americanos (equivalente a cerca 1,670 bilhão de dólares a preços de 2006). A opinião pública americana foi muitíssimo desfavorável a esta compra, como indica um historiador, e as críticas foram numerosas [Oberholtzer, p: 541]:

"Already, so it was said, we were burdened with territory which we had no population to fill. The Indians within the present boundaries of the republic strained our power to govern aboriginal peoples. Could it be that we would now, with open eyes, seek to add to our difficulties by increasing the number of such peoples under our national care? The purchase price was large; the annual charges for administration, civil and military, would be yet greater, and continuing. The territory included in the proposed cession was not contiguous to the national domain. It lay away at an inconvenient and a dangerous distance. The treaty had been secretly prepared, and signed and foisted upon the country at four o'clock in the morning. It was a dark deed done in the night.... The New York World said that it was a "sucked orange." It contained nothing of value but furbearing animals, and these had been hunted until they were nearly extinct. Except for the Aleutian Islands and a narrow strip of land extending along the southern coast the country would be not worth taking as a gift.... Unless gold were found in the country much time would elapse before it would be blessed with Hoe printing presses, Methodist chapels and a metropolitan police. It was "a frozen wilderness, " declara o New York Tribune.

## Ponto de vista de Washington
A compra foi, à época, vista como ridícula, considerada como "a loucura de Seward", a "Geleira de Seward"e "o jardim de ursos-polares de Andrew Johnson", pois considerava-se temerário gastar uma tal quantia por uma região remota.
O tratado foi apoiado pelo Secretário de Estado Seward, partidário de longa data da expansão, e pelo presidente do comité do Senado, Charles Sumner. Seus argumentos eram que os interesses estratégicos da nação obrigavam a assinatura deste tratado. A Rússia tinha sido um aliado de valor durante a Guerra de Secessão, enquanto o Reino Unido tinha sido quase um inimigo. Pareceria então normal ajudar a Rússia e "desconcertar" os britânicos. Havia ainda a questão de o território adjacente ser ainda colónia britânica (atual Canadá). Poderia então haver aí um valor estratégico para os britânicos de um dia adquirirem o Alasca. A compra, disse o editor do New York Herald, era um modo do Czar fazer entender ao Reino Unido e à França que não tinham "atividades no continente norte-americano." "Em resumo, era uma manobra de flanco" sobre o Canadá, como disse o New York Tribune. Em breve, o mundo veria no noroeste "um cockney hostil ladeado por dois Yankees atentos, um de cada lado" e "John Bull seria levado a compreender que a única coisa que poderia fazer seria vender seus interesses ao Brother Jonathan".
Em 9 de Abril, Sumner fez um importante discurso para apoiar o tratado, cobrindo de modo exaustivo a história, o clima, a configuração natural, a população, os recursos - florestas, minas, prados, pescas - do Alasca. De modo erudito, citou testemunhos de geógrafos e navegadores: Alexander von Humboldt, Joseph Billings, Yuri Lisiansky, Fyodor Petrovich Litke, Otto von Kotzebue, Portlock, James Cook, Meares, Ferdinand von Wrangel. Quando terminou, viu que "tinha feito um pouco mais que manter o equilíbrio da balança". Continuou com "uma vez que a razão e testemunhos deste lado eram os mais fortes". "Em breve", disse Sumner, "uma raça pragmática de intrépidos navegadores virão às suas costas, em todas as espécies de empresas, para negócios ou patriotismo. O comércio terá novos braços, o país novos defensores, a bandeira nacional novas mãos para a elevar bem alto". Recordando o republicanismo estadunidense de todo o território, indicou que "reconhecereis que é melhor que tudo o que podereis receber, melhor que pilhas de peixes, areias de ouro, as melhores pastagens ou esplêndidos marfins". "A nossa cidade," exclamou Sumner, "não pode ser menos que o continente norte-americano com portas sobre todos os mares que o circundam" [Oberholtzer 1: 544-5].
O Dia de Seward, dia de celebração da compra do Alasca pelos Estados Unidos, é o dia de homenagem a William H. Seward e feriado no Alasca (última segunda de março).

## Ratificação

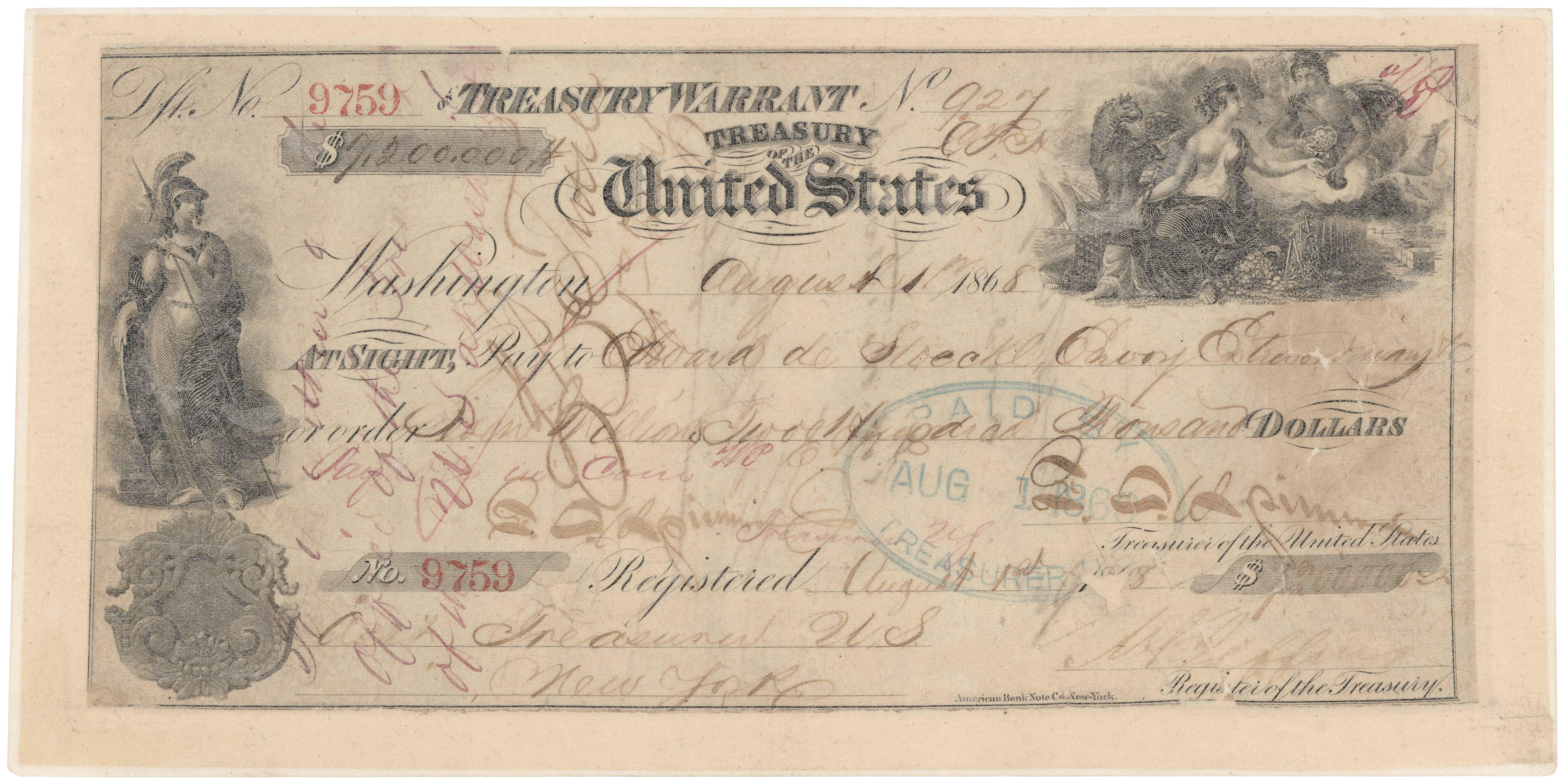
Cheque utilizado pelo governo dos Estados Unidos para a compra do Alasca

O Senado dos Estados Unidos ratificou o tratado em 9 de abril de 1867, por 37 votos a favor e 2 contra. 
Estima-se que o Alasca contava na altura com 2500 russos ou mestiços e 8 000 aborígenes, no total mais de 10 000 habitantes, sob o comando direto da companhia russa das peles, e cerca de 50 000 esquimós viviam sob essa jurisdição. 
Os europeus viviam em 23 povoações sitas nas ilhas ou na costa. Em pequenos postos, havia quatro ou cinco russos que se encarregavam do recebimento e estocagem de peles trazidas pelos nativos e do reabastecimento de navios que vinham buscar a mercadoria. Havia duas vilas principais. A primeira, New Archangel, atualmente Sitka, foi fundada em 1804, como base de apoio ao rentável negócio de peles de leão marinho. Tinha cerca de 116 barracões que abrigavam 968 habitantes. A segunda era Saint-Paul, na ilha Kodiak, que com 100 barracões e 283 habitantes era o centro da indústria de peles de foca.
O nome aleúte Alasca foi escolhido pelos americanos. A cerimónia de transferência teve lugar em Sitka em 18 de outubro de 1867. Soldados russos e americanos desfilaram junto à casa do governador; a bandeira russa foi arriada e a americana hasteada e saudada por salvas de artilharia. O capitão Alexis Pestchouroff disse "General Rousseau, pela autoridade de sua Majestade, o Imperador da Rússia, transfiro aos Estados Unidos da América o território do Alasca". Em retribuição, o general Lovell Rousseau aceitou o território. Numerosos fortes e fortins, construções de madeira, foram cedidos aos americanos. As tropas ocuparam as casernas e o general Jefferson C. Davis estabeleceu a sua residência na casa do governador. A maior parte dos russos voltou a seu país, salvo alguns comerciantes e homens do clero.
O Alaska Day celebra a transferência formal do Alasca, que ocorreu a 18 de outubro de 1867. Hoje em dia, o Alasca celebra o dia da compra, o Seward's Day, na última segunda de março.
(*A data de 18 de outubro de 1867 é do calendário gregoriano, e a hora 9:01:20, hora de Greenwich, teve efeito no dia seguinte no Alasca para substituir o calendário juliano e a hora de 14:58:40 "de avanço" sobre a hora de Greenwich. Para os russos, a transferência teve lugar em 7 de outubro de 1867).